# Shrek (personnage)
Pour les articles homonymes, voir Shrek.
 (juillet 2020).
Si vous disposez d'ouvrages ou d'articles de référence ou si vous connaissez des sites web de qualité traitant du thème abordé ici, merci de compléter l'article en donnant les références utiles à sa vérifiabilité et en les liant à la section « Notes et références ».
Shrek est le personnage fictif et principal de la série de films Shrek, qui contient quatre longs métrages : Shrek, Shrek 2, Shrek le troisième et Shrek 4 : Il était une fin et six courts métrages : Shrek 3D, Joyeux Noël Shrek !, Shrek, fais-moi peur !, Le Cochon qui criait au loup-garou, Le Noël Shrektaculaire de l'Âne et La sSar de Fort Fort Lointain. Il est présenté comme un ogre vert, qui vit seul, isolé dans son marais, jusqu'à sa rencontre avec l'Âne. La raison de son isolement est, en partie, due au fait que les gens le craignent. Son nom viendrait du yiddish shrek, qui signifie terreur ou peur ou de l'allemand Schreck, qui signifie également peur.
Le 21 mai 2010, Shrek a reçu une étoile sur le Hollywood Walk of Fame à Los Angeles. En juin 2010, Entertainment Weekly le nomme 15e des « 100 plus grands personnages des 20 dernières années ».

## Biographie
Shrek tient son nom de la couleur verte traduite en ancienne langue germanique par sheurk[réf. nécessaire]. Shrek est un grand ogre à la peau verte, intimidant physiquement, et parlant avec un accent écossais. Même si son passé est un mystère, selon Shrek the Musical, il est révélé que, le jour de son 7e anniversaire, Shrek a été expulsé de son foyer par ses parents comme le voulait la tradition ogre. On le voit par la suite voyager seul, et être harcelé ou réprimandé  par les passants. Le seul accueil chaleureux qu’il reçoit est un signe de la main amical de la part de la jeune Fiona, que ses parents emmènent alors rapidement. Dans le livre écrit par William Steig, Shrek !, ses parents le jettent dans un trou noir qui mène au monde réel.

### Création du personnage Shrek
Lorsque Steven Spielberg a acheté les droits du livre en 1991, il avait prévu que Bill Murray joue Shrek. En 1996, DreamWorks a embauché Chris Farley pour faire la voix.
Farley avait enregistré 80 à 90 % du dialogue pour le personnage, mais il est décédé en décembre 1997, avant la fin du projet. Cela aurait pu se traduire par la mise au rebut, notamment, des storyboards et du travail déjà réalisé à partir des enregistrements, qui avait coûté à lui seul, dit-on, 34 millions de $. Le scénariste de Shrek, Terry Rossio, décrit la performance vocale de Farley comme étant « extraordinaire ». En août 2015, des images de Farley exprimant le personnage, datant de 1997, ont été divulguées sur Internet.
En août 1998, DreamWorks a ensuite redéfini le rôle avec Mike Myers, qui insistait pour une réécriture complète du script, afin de ne laisser aucune trace de la version de Shrek par Farley. En février 2000, après que Myers eut achevé de fournir la voix au personnage et après un montage approximatif du film, il demanda de réenregistrer toutes ses lignes avec un accent écossais similaire à celui utilisé par sa mère (quand elle lui a raconté des histoires au coucher, et a également été utilisée dans des films précédents tels que So I Married an Axe Murderer (1993) et Austin Powers 2 : L'Espion qui m'a tirée (1999)).
Myers a expliqué sa décision : « Il y a une lutte de classe à Shrek entre les rois et reines de contes de fées et les gens ordinaires. J'ai toujours pensé que Shrek était une classe ouvrière élevée. ».
Après avoir entendu l’alternative, Katzenberg a accepté de refaire les scènes du film en déclarant : « C’était tellement bien que nous avons sorti 4 millions de dollars d’animation et que nous l’avons fait à nouveau. »
Nicolas Cage s'est vu proposer le rôle de Shrek à un moment donné, mais l'a refusé.
Myers a déclaré que la raison pour laquelle il était intéressé à exprimer le personnage était les souvenirs de sa mère jouant des contes de fées.
Myers rapporta plus tard : « J'ai reçu une lettre de Spielberg qui me remerciait beaucoup de m'être intéressée au personnage… Et il a dit que l'accent écossais avait amélioré le film. ». Quelques premiers croquis de la maison de Shrek ont été réalisés en 1996 et 1997 à l'aide de Photoshop, montrant que Shrek vivait pour la première fois dans un dépotoir près d'un village humain appelé Wart Creek. À un moment donné, il devait vivre avec ses parents et garder du poisson pourri dans sa chambre. Le directeur artistique Douglas Rogers s'est rendu dans une plantation de magnolias à Charleston, en Caroline du Sud, pour trouver l'inspiration pour le marais de Shrek.

## Shrek
Il est, depuis le premier film, accompagné d'un ami nommé L'Âne, de la princesse Fiona, (qu'il épousera par la suite) qu'il sauvera d'une tour protégée par une dragonne et du Chat potté, depuis le deuxième volet.
Il n'est pas vraiment un ogre car même s'il en a l'apparence, il n'en a ni les habitudes ni les mœurs : il vit seul, isolé, dans une cabane au fond des bois, et ne mange pas les enfants. Les gens ont tout de même peur de lui, uniquement en raison des apparences : il ressemble à un ogre, donc il doit forcément en être un, avec tout ce que cela entraîne.
La portée du conte de Shrek tient en ce qu'il ne faut pas se fier aux apparences. Le message a toute sa valeur dans notre société moderne de l'image : l'ogre a ainsi en réalité bon cœur et souffre de son isolement.
Dans cet opus, Shrek effectue une quête pour le seigneur Lord Farquaad après que ce dernier ait envoyé des créatures fantastiques dans son marais. Shrek part délivrer (avec son ami L'Âne) la princesse Fiona, prisonnière d'un dragon en échange de la libération de son marais. Une fois la princesse libérée et sur le chemin du château de Farquaad, Shrek et la princesse commencent à se rapprocher. Mais n'ayant pas le courage de dévoiler ses sentiments à Fiona et après un malentendu, celle-ci part avec Farquaad.
C'est alors que l'Âne rejoint Shrek (de nouveau dans son marais) pour lui annoncer que la Princesse a développé un attachement pour lui. Tous deux se précipitent alors vers le château de Farquaad et Shrek interrompt le mariage. Juste après, Fiona (atteinte par un sort quand elle était petite) se transforme en ogresse (tous les soirs au coucher du soleil).
Un Farquaad écœuré qui ordonne à ses gardes d'amener Shrek et Fiona, quant à lui, il se déclare Roi avant que la Dragonne (avec l'Âne) ne débarque et le dévore. Après ça, Shrek avoue ses sentiments à Fiona et les deux se marient.

## Shrek 2
Dans cet opus, Shrek et Fiona reçoivent une invitation (pour le château de Fort Fort Lointain) de la part des parents de celle-ci : le roi Harold et la reine Lillian. Harold et Shrek sont d'abord rivaux puis finissent par bien s'entendre avant que Harold soit changé en grenouille.

## Shrek le troisième
À la suite de la mort de Harold, roi de la ville de Fort Fort Lointain et père de Fiona, changé en grenouille à la place de Shrek dans le précédent opus, Shrek, l'Âne et le Chat potté doivent aller chercher le nouveau roi de la cité, prénommé Arthur, dit Artie. Pendant ce temps-là, Fiona accouche de trois enfants.

## Shrek 4: Il était une fin
Shrek a désormais tout pour être heureux mais il s’ennuie car plus personne ne le craint. Pendant l'anniversaire de ses enfants, une accumulation de clichés énervent Shrek : un gros garçonnet lui demande de « faire son greuh », les trois petits cochons mangent le gâteau, les bébés s'énervent… Shrek finit par « faire son greuh ». En s'isolant, il croise le nain Tracassin qui lui permettra de revenir dans le passé. Mais une débâcle à grande échelle se produit et Shrek serait prêt à tout pour revenir dans le présent.

## Distinctions
Shrek apparaît dans la version musicale du film de 2001, qui a débuté en 2008. Le rôle a été créé par l'acteur de Broadway, Brian d'Arcy James, qui a obtenu une nomination à Tony pour ce film. Le personnage est resté pratiquement inchangé dans la comédie musicale, tout comme l'intrigue. Cependant, divers détails mineurs diffèrent entre la comédie musicale et le film. Ben Crawford (Broadway), Eric Petersen (tournée nationale), Jacob Ming-Trent (doublure de Broadway), Brian Gonzales (doublure de Broadway / National Tour), David Foley, Jr. (doublure de la tournée nationale), et à partir de 2011 - Nigel Lindsay (West End).
Le 21 mai 2010, Shrek a reçu une étoile sur le Hollywood Walk of Fame à Los Angeles.
Dans les jeux vidéo, Shrek apparaît en tant que joueur à débloquer dans Underground 2 de Tony Hawk et en tant que personnage jouable dans Madagascar Kartz et DreamWorks Super Star Kartz.
Sur les sites de médias sociaux, Shrek a été décrit dans une variété de macros d’image.

## Culture populaire
- Sur Internet, Shrek est devenu un mème populaire. Un des plus connus le dépeignant comme un dieu ou un être supérieur avec la phrase "Shrek is love, Shrek is life".
- De plus, la version de dix heures d'une vidéo parodique représentant Shrek jouant du saxophone sortie le 1er septembre 2018, d'où le nom Shreksophone, a atteint plus de 6 millions de vues sur YouTube. Shrek joue du saxophone et joue la musique Zonnestraal (MÖWE Remix) par De Hofnar[5].